# Robert Renan
Robert Renan Alves Barbosa (Brasília, 11 de outubro de 2003) é um futebolista brasileiro que atua como zagueiro. Atualmente joga no Al Shabab, emprestado pelo Zenit.

## Carreira

### Categorias de base
Robert Renan começou sua carreira nas categorias de base do Novorizontino, porém concluiu sua base no Corinthians. Inicialmente defendeu a equipe Sub-17 e depois foi para o Sub-20, pelo qual disputou a Copa São Paulo de Futebol Júnior de 2022.

### Corinthians
Robert fez sua estreia no profissional no dia 20 de abril de 2022, num empate em 1–1 contra a Portuguesa-RJ, em jogo válido pela Copa do Brasil.
Em 10 de janeiro de 2023, Robert deixou o clube paulista, onde fez apenas 13 jogos, para assinar com o Zenit, da Rússia. A negociação envolveu a saída em definitivo de Robert e do volante Du Queiroz, em troca da permanência do atacante Yuri Alberto, no Corinthians.

### Zenit

#### 2022–23
No dia 10 de janeiro de 2023, Robert assinou um contrato com o Zenit válido até 2028, e o clube adquiriu 50% dos seus direitos econômicos.
Em 20 de fevereiro, foi apresentado ao Zenit. Realizou sua estreia pelo clube no dia 4 de março, na vitória por 3–0 sobre o Nizhny Novgorod, pelo Campeonato Russo.
Em sua primeira temporada em solo russo, o brasileiro conseguiu conquistar o Campeonato local ao fim da temporada. Na equipe, Robert dividia elenco com outros seis brasileiros, sendo eles Malcom, Claudinho, Rodrigão, Douglas Santos, Wendel e Gustavo Mantuan.

#### 2023–24
Em 15 de julho, bateu o pênalti de cavadinha que deu o título da Supercopa da Rússia, com a equipe vencendo o CSKA Moscou por 5–4 após um empate sem gols no tempo regulamentar.
O jogador, no decorrer da temporada, enfrentou momentos de muita incerteza no clube Russo. Robert não conseguia ter uma sequência na equipe e sua estadia no banco de reservas fez com que outras equipes brasileiras buscassem sua contratação.
Robert Renan encerrou sua primeira passagem pelo Zenit com apenas 17 partidas, sendo nove jogos na temporada 2022–23 e oito na temporada 2023–24.

### Internacional
Foi anunciado pelo Internacional no dia 3 de janeiro de 2024, assinando por empréstimo até o final do ano. Robert estreou pelo Inter no dia 21 de janeiro, numa vitória por 1–0 contra o Avenida, válida pelo Campeonato Gaúcho. O zagueiro ficou marcado negativamente no dia 25 de março, após um empate por 1–1 contra o Juventude, realizado no Beira-Rio. Reconhecido pela qualidade técnica, Robert tentou uma cavadinha na disputa por pênaltis, mas desperdiçou a cobrança e parou no goleiro Gabriel.

### Al Shabab
No dia 3 de setembro de 2024, foi emprestado novamente, para o clube saudita Al Shabab.

## Seleção Nacional

### Sub-20
Em 17 de novembro de 2022, Robert Renan fez sua estreia pela Seleção Brasileira Sub-20, em um amistoso contra o Chile. Em 8 de dezembro, foi convocado para disputar o Campeonato Sul-Americano Sub-20. Robert foi o capitão do campeonato e conquistou seu primeiro título pela seleção.

### Principal
Em 3 de março de 2023, foi convocado por Ramon Menezes para a Seleção Brasileira principal, sendo chamado para um amistoso contra o Marrocos.

## Estatísticas

### Clubes
Abaixo estão listados todos os jogos, gols e assistências do futebolista por clubes, em jogos oficiais
| Clube             | Temporada         | Campeonato nacional | Campeonato nacional | Campeonato nacional | Copa nacional[a] | Copa nacional[a] | Copa nacional[a] | Total | Total | Total   |
| Clube             | Temporada         | Jogos               | Gols                | Assist.             | Jogos            | Gols             | Assist.          | Jogos | Gols  | Assist. |
| ----------------- | ----------------- | ------------------- | ------------------- | ------------------- | ---------------- | ---------------- | ---------------- | ----- | ----- | ------- |
| Corinthians       | 2022              | 10                  | 0                   | 0                   | 3                | 0                | 1                | 13    | 0     | 1       |
| Corinthians       | Total             | 10                  | 0                   | 0                   | 3                | 0                | 1                | 13    | 0     | 1       |
| Zenit             | 2022–23           | 3                   | 0                   | 0                   | 0                | 0                | 0                | 3     | 0     | 0       |
| Zenit             | Total             | 3                   | 0                   | 0                   | 0                | 0                | 0                | 3     | 0     | 0       |
| Total na carreira | Total na carreira | 13                  | 0                   | 0                   | 3                | 0                | 1                | 16    | 0     | 0       |

- a. ^ Jogos da Copa do Brasil e Copa da Rússia

### Seleção Brasileira
Abaixo estão listados todos os jogos, gols e assistências do futebolista pela Seleção Brasileira, desde as categorias de base.
Sub–18
| Ano               | Amistosos | Amistosos | Amistosos |
| Ano               | Jogos     | Gols      | Assist.   |
| ----------------- | --------- | --------- | --------- |
| 2021              | 3         | 0         | 0         |
| Total na carreira | 3         | 0         | 0         |

Sub–20
| Ano               | Campeonato Sul–Americano | Campeonato Sul–Americano | Campeonato Sul–Americano | Amistosos | Amistosos | Amistosos | Total | Total | Total   |
| Ano               | Jogos                    | Gols                     | Assist.                  | Jogos     | Gols      | Assist.   | Jogos | Gols  | Assist. |
| ----------------- | ------------------------ | ------------------------ | ------------------------ | --------- | --------- | --------- | ----- | ----- | ------- |
| 2017              | 9                        | 0                        | 0                        | 2         | 0         | 0         | 11    | 0     | 0       |
| Total na carreira | 9                        | 0                        | 0                        | 2         | 0         | 0         | 11    | 0     | 0       |

## Títulos
Zenit
- Campeonato Russo: 2022–23
- Supercopa da Rússia: 2023

Seleção Brasileira Sub-20
- Campeonato Sul-Americano Sub-20: 2023